# اس‌ان ۱۹۹۴دی

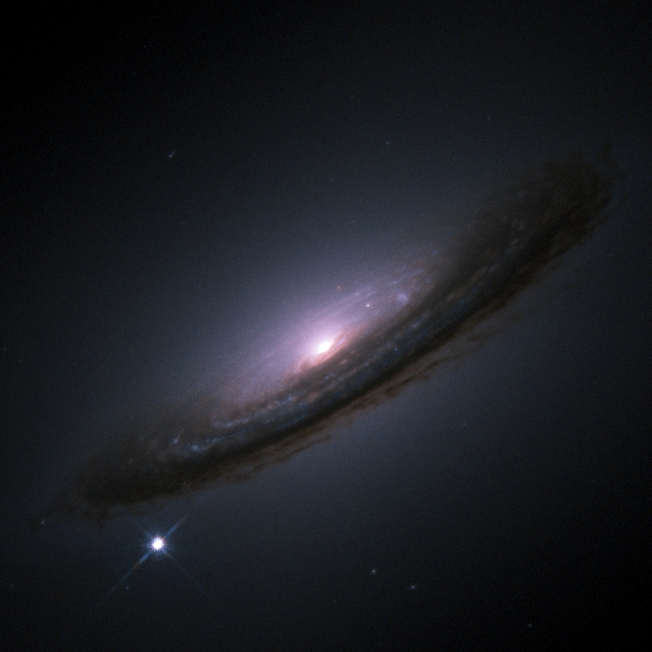
اس ان ۱۹۹۴ دی به صورت نقطه نورانی گوشه پایین سمت چپ تصویر مشخص است

اس ان ۱۹۹۴ دی (به انگلیسی: SN1994D) یک ابرنواختر نوع Ia واقع در کهکشان NGC 4526 بوده که در فاصله ۵۵ میلیون سال نوری توسط الکس فیلیپنکو و تیم رصدی وی کشف گردید. با توجه به دور بودن ستاره منفجر شده از مرکز کهکشان، نمای مناسبی از یک ابرنواختر توسط اخترشناسان ثبت گردید